# Лотијан
Лотијан (енгл. Lothian) чини традиционалну регију шкотских низија, смештену између јужне обале Улива Форта и брда Брда Ламермјуер.

## Географија
Регија укључује град Единбург, Западни Лотијан, Средњи Лотијан и Источни Лотијан. Главно насеље је шкотски главни град Единбург, а поред тога постоје и градови Ливингстон, Линлитгоу, Бетгејт и Данбар.

## Историја
Израз Лотијан се кроз историју користио за данашње подручје и регију Шкотских граница. Име је бритског порекла и потиче од легендарног краља Лота. У 7. веку је постало део англиjског краљевства Нортамбрија, иако је англиjска власт ослабила након битке код Дун Нечтејна у којој су их поразили Пикти. Посебност Лотијана у односу на Нортамбрију се одразила и кроз бритско име које су користили англосаконски и енглески историчари. Године 1018. је Лотијан је пао под власт Краљевине Шкотске.

## Подела
Током касније историје Лотијан је подељен на грофовије Западни Лотијан, Мидлотијан (Средњи) и Источни Лотијан — а због чега је почео да се користи и израз „Лотијани“. Такође су се користили и називи "Линлитгоушир“, „Единбургшир“ и "Хадингтоншире".